# Sajeev John
Sajeev John OC FRSC (* 1957) ist ein kanadischer Physiker. Er ist Professor für Physik an der University of Toronto und Government of Canada Research Chair holder.

## Leben
Er erhielt den Bachelor in Physik 1979 vom Massachusetts Institute of Technology und den Ph. D. in Physik an der Harvard University 1984. Seine Ph. D. Arbeit in Harvard führte die Theorie der klassischen Wellenlokalisierung ein und teilweise die Lokalisierung von Licht in dreidimensionalem stark brechenden Dielektriken. Von 1984 bis 1986 war er ein Postdoc Fellow am Natural Sciences and Engineering Research Council of Canada an der University of Pennsylvania als auch eine Art Laborberater am Corporate Research Science Laboratories von Exxon Research and Engineering von 1985 bis 1989.
Von 1986 bis 1989 war er Assistenzprofessor für Physik an der Princeton University. 1987 während er in Princeton weilte, fand er zusammen mit Eli Yablonovitch das Konzept einer neuen Klasse von Materialien, dem Photonischen Kristall. Die lieferte eine vollständigere Erklärung seiner originalen Konzeption aus dem Jahre 1984 zur Lokalisierung von Licht. 1989 war er bei  Bell Communications Research, Inc. (Bellcore, jetzt: Telcordia Technologies) in Red Bank, NJ. Im Herbst 1989 ging er an die University of Toronto. Er war dort ein Principal Investigator für Photonics Research Ontario und ist ein Fellow des Canadian Institute for Advanced Research.
John erhielt das Killam Fellowship des Canada Council for the Arts, das Guggenheim Fellowship (USA), das Fellowship der Japan Society for Promotion of Science und den Humboldt Senior Scientist Award (Deutschland). Er ist ferner Fellow der American Physical Society, der Optical Society of America, der Royal Society of Canada und ist Auswärtiges Wissenschaftliches Mitglied der Max-Planck-Gesellschaft (am Max-Planck-Institut für Mikrostrukturphysik, Halle/Saale).

## Auszeichnungen
- McLean Fellowship der University of Toronto 1996 (erster Preisträger)
- Herzberg Medal for Physics 1996
- Steacie Prize in Science and Engineering vom National Research Council of Canada 1997
- King Faisal International Prize in Science 2001, zusammen mit C. N. Yang.
- Canada’s Platinum Medal for Science and Medicine 2002 (erster Preisträger überhaupt)
- Rutherford Medal der Royal Society of Canada 2004
- Brockhouse Canada Prize 2004 (erster Preisträger überhaupt) zusammen mit Geoff Ozin
- Institute of Electrical and Electronics Engineers (IEEE) LEOS International Quantum Electronics Award 2007 (für the invention and development of light-trapping crystals and elucidation of their properties and applications)
- Brockhouse Medal for Condensed Matter and Materials Physics from the Canadian Association of Physicists 2007
- C.V. Raman Chair Professorship of the Government of India 2007
- Quantum Electronics Award 2007
- IEEE Nanotechnology Pioneer Award 2008
- Gerhard Herzberg Canada Gold Medal for Science and Engineering 2021
- Mitglied der Royal Society 2025